# Марек Хілшер
Марек Гілшер (чеськ. Marek Hilšer; нар. 23 березня 1976, Хомутов) — чеський лікар, викладач університету і громадський діяч. Кандидат на посаду президента Чехії у 2018 р.

## Життєпис
У 1989 році його родина емігрувала до Іспанії, але вже наступного року повернулася до Чехії. Він закінчив факультет соціальних наук Карлового університету в Празі, у 1999 році виїхав до Сполучених Штатів, де працював на різних професіях. У 2004 р. повернувся до Чехії, вивчав медицину в Карловому університеті. 
З 2007 року працює на посаді вчителя на медичному факультеті своєї альма-матер. У 2011 і 2012 Гілшер брав участь у медичних місіях в Кенії, організованих Адвентистською організацією допомоги та розвитку (ADRA). 